# AT-X (Japon)
Pour les articles homonymes, voir AT-X.
AT-X (アニメシアターX, Anime Shiatā X) est une chaîne de télévision japonaise spécialisée dans la diffusion d'anime.

## Historique
AT-X diffuse par satellite et par le câble depuis décembre 1997.
La chaîne appartient à la société AT-X Inc. qui a été fondée le 26 juin 2000, en tant que filiale de TV Tokyo Medianet

### Source
- (en) Cet article est partiellement ou en totalité issu de l’article de Wikipédia en anglais intitulé « AT-X (company) » (voir la liste des auteurs).